# Costello Music
Costello Music is het eerste album van de Schotse band The Fratellis. Het album kwam op 11 september 2006 uit op Fallout Records. Costello Music kwam op nummer 2 binnen in de Britse albumlijsten, waar het nieuwe album FutureSex/LoveSounds van Justin Timberlake op één stond.

## Nummers
1. Henrietta
2. Flathead
3. Cuntry Boys & City Girls
4. Whistle For The Choir
5. Chelsea Dagger
6. For The Girl
7. Doginabag
8. Creeping Up The Backstairs
9. Vince The Loveable Stoner
10. Everybody Knows You Cried Last Night
11. Baby Fratelli
12. Got Ma Nuts From A Hippy
13. Ole Black 'n' Blue Eyes (Bonustrack op de UK release)